# Рюдерсдорф (Бранденбург)
Рюдерсдорф (нем. Rüdersdorf bei Berlin) — община в Германии, в земле Бранденбург.
Входит в состав района Меркиш-Одерланд.  Занимает площадь 70,11 км².
Коммуна подразделяется на 4 сельских округа.

## Население
| Год  | Население |
| ---- | --------- |
| 1990 | 17 533    |
| 1995 | 16 338    |
| 2000 | 16 256    |
| 2005 | 15 880    |
| 2010 | 15 316    |
| 2015 | 15 313    |
| 2020 | 16 025    |

## Персоналии
- Отто Лессман (1844—1918), немецкий музыкальный критик — родился в Рюдерсдорфе
- Гюнтер Голлаш, руководитель оркестра Берлинского радио — умер в Рюдерсдорфе.

## Города-побратимы
- Хеммор
- Любонь

## Галерея

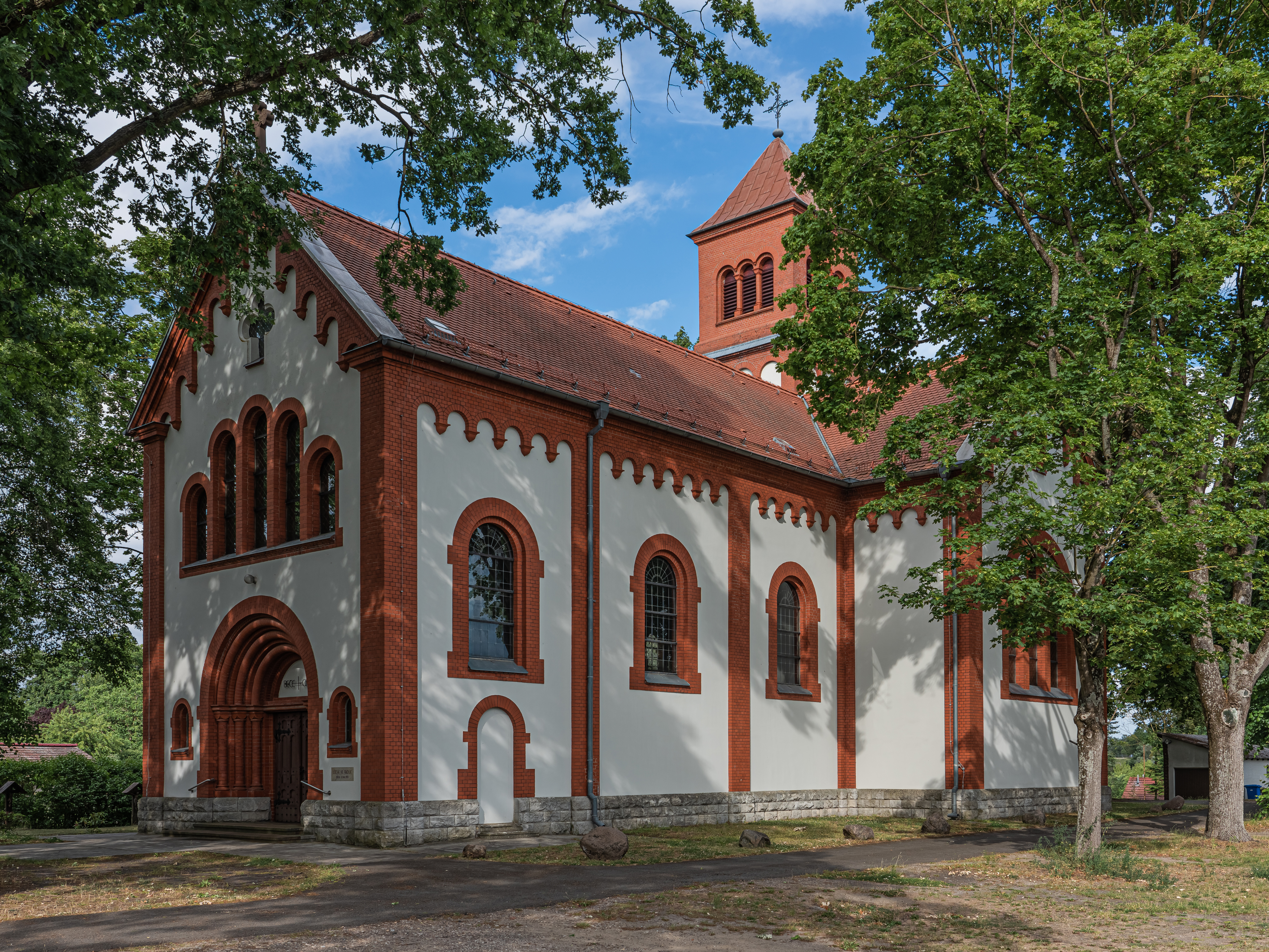
Церковь
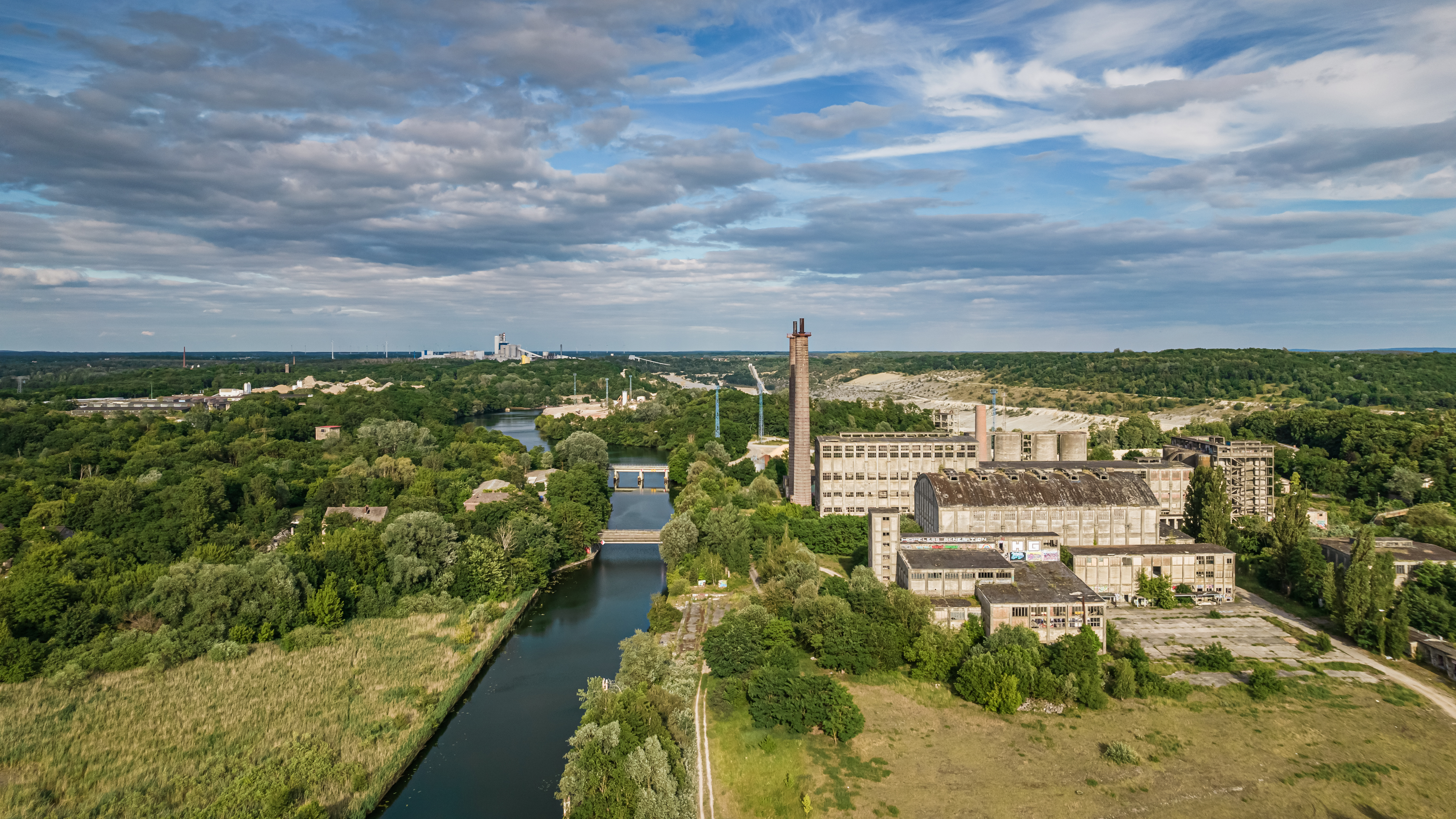
Промышленный музей
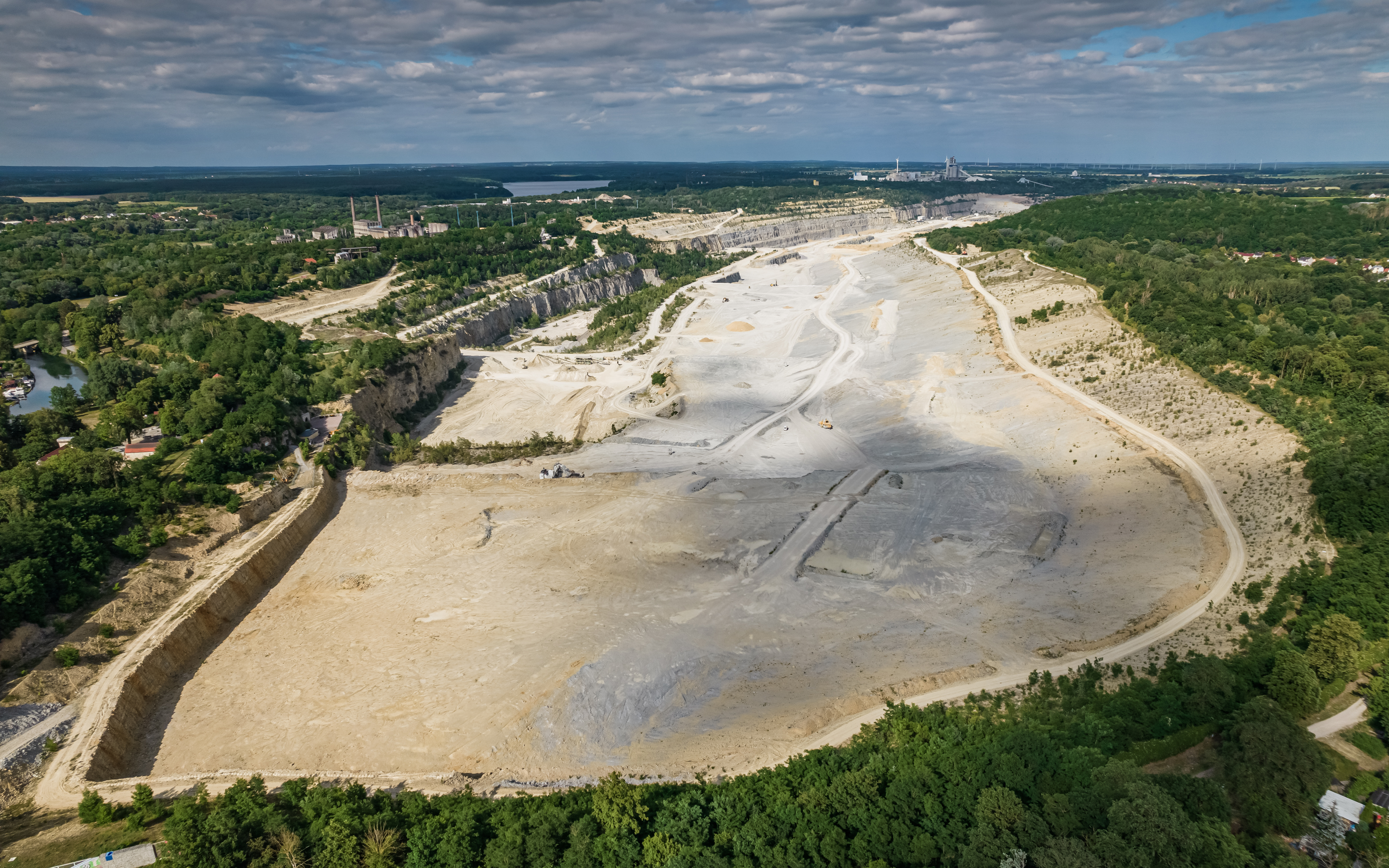
Известняковый карьер